# Pédoncule cérébelleux
Ne doit pas être confondu avec Pédoncule cérébral.

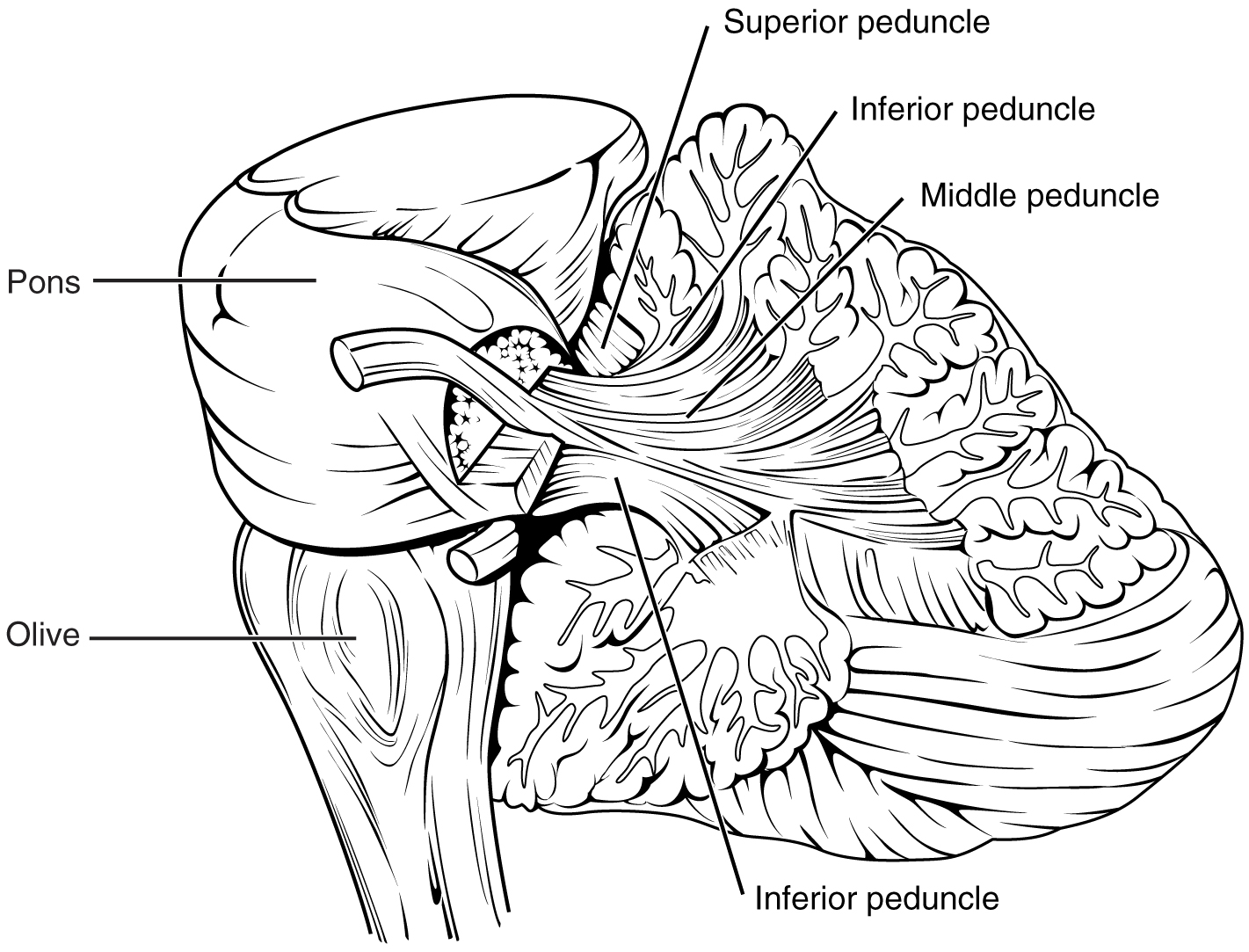
Les pédoncules cérébelleux

Les pédoncules cérébelleux relient le cervelet au tronc cérébral. Il y a six pédoncules cérébelleux en total, trois à chaque côté :
- le pédoncule cérébelleux supérieur est une structure paire de substance blanche qui relie le cervelet au mésencéphale ;
- le pédoncule cérébelleux moyen relie le cervelet au pont (la protubérance annulaire) et il est composé entièrement de fibres centripètes ;
- le pédoncule cérébelleux inférieur est une structure épaisse en forme de corde qui occupe la partie supérieure de la zone postérieure de la moelle allongée (le bulbe rachidien).

Les pédoncules forment la paroi latérale du quatrième ventricule, et ils forment un losange distinctif, le pédoncule moyen formant les coins centraux du losange, tandis que les pédoncules supérieur et inférieur forment les bords supérieur et inférieur, respectivement.